# Камарг (національний парк)

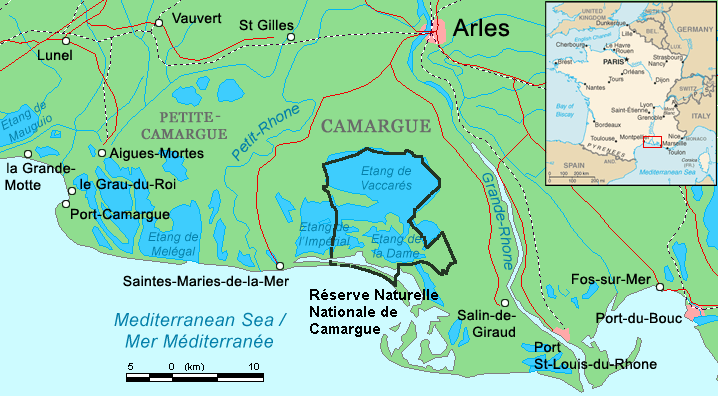
Мапа заповідника

Заповідник Камарг (фр. Camargue) займає всю західну частину великої дельти річки Рона, загальною площею близько 81 780 га. Загалом, Камарг — як острів, який має майже трикутну форму, в дельті Рони, який утворюють два її рукави та води Середземного моря. Це типова солончакова місцевість, тут багато очеретяних боліт, морських лагун, сотні проток, тисячі піщаних острівців і всі ці, укупі, природні пишноти, вважають останньою ділянкою на території Західної Європи, де все ще збереглися реліктові напівстепові природні комплекси, до слова, заповідник Камарг належить до департаменту Буш-дю-Рон.
Камарг є об'єктом Світової спадщини ЮНЕСКО.

## Історія
Відлік історії природного парку Камарг можна починати ще з далекого 1828 року, коли Французьке Товариство Захисту Природи домоглося заборони на полювання, риболовлю й збір рослин в Камарзі, воно ж (Товариство) і місцева громада) організували тут Національний парк. У 1950 році швед Люк Хоффман став вкладати в Камарг свої чималі, на той момент, статки, він сприяв відкриттю тут біологічної станції, яка зосередила наукову діяльність на вивченні пташиних міграцій.

## Рослинний світ
Місцева флора вирізняється розмаїттям та унікальністю видів. Так, окремі дерева ялівцевого лісу досягають 7 метрів у висоту при діаметрі стовбура до 50 см. Серед представників рослинності особливо прекрасні тамариск, асфоделі, нарциси та інші представники флори цих безкраїх боліт. Загалом, на території заповідника, води набагато більше, ніж суші, тому на кожен квадратний метр землі тут припадає подвійне агронавантаження, багато земельних ділянок тут засаджені картоплею та динями, а більш підтоплювані зони, як правило, зайняті рисовими полями. На території заповідника можна знайти і виноградники, вони здебільшого сконцентровані уздовж дороги від Ег-Морта до прибережного міста Сент-Марі-де-ла-Мер.

## Тваринний світ
Як показали дослідження вчених з біологічної станції, Камарг є найбільшим «перевалочним пунктом» для птахів на Європейському континенті. Наприклад, рожеві фламінго влаштовують тут собі перепочинок під час перельоту в північну Африку, саме завдяки цим чудовим птахам у Камарзі можна спостерігати дивні «явища природи»: все небо в рожевих відтінках, а поверхні місцевих водойм мають рожеві рефлекси. Найчисленніший переліт був зафіксований в 1969 році, тоді гостями Камарга стали більш як десять тисяч фламінго, які є особливою гордістю заповідника і гніздяться в його межах.
Не менш примітні й інші мешканці місцевої орнітофауни, як то: білі та сірі чаплі, лисуха, поганка, гагара та інші водоплавні птахи. Загалом, в межах заповідника Камарг зафіксовано близько 300 видів пернатих.
Очеретяні зарості й численні протоки стали домівкою для великої кількості тварин, загалом, на території заповідника Камарг нараховано більше сотні видів ссавців. Своєрідною «візитівкою» Камарга стали чорні бики, тварини невеликого розміру (близько 1,35 метра в загривку), а також дикі білі коні, останніх уже не зустрінеш в будь-якому іншому куточку Європи. Чорних биків тут, часто, називають за місцевістю — «камарзькі», цей різновид бика має багато спільного з іспанським биком, але головна їхня відмінність, це форма рогів — у камарзця роги «до неба», в іспанця — пологі. Примітно, але в межах заповідника можна спостерігати й тих, і інших биків. Стада биків, цілком собі спокійно, пасуться на місцевих пасовищах, адже в заповіднику зовсім відсутні будь-які хижаки, тому пастухи бикам просто ні до чого. Та й в кожному стаді є і свій «шеф» — бик із дзвіночком.
А на рахунок білих коней цілком доречно буде примітка, що на їхніх спинах досить часто можна спостерігати чаплю з жовтими чубчиками. Правда, ще не до кінця зрозумілі обставини появи цих тварин на території Камарга, — одні науковці посилаються на «перекваліфікацію» місцевих жителів з хліборобів у скотарів через збільшення засоленості ґрунтів, інші — про навалу «варварів» Аттіли, які й привели сюди цих невеликих білих коней. Невибагливі до кормів, коні не вимагали майже ніякого догляду, паслися на камарзьких рівнинах з жорсткою солонуватою травою. Попит на цих коней довгий час не падав в тому числі й через їхню витривалість.

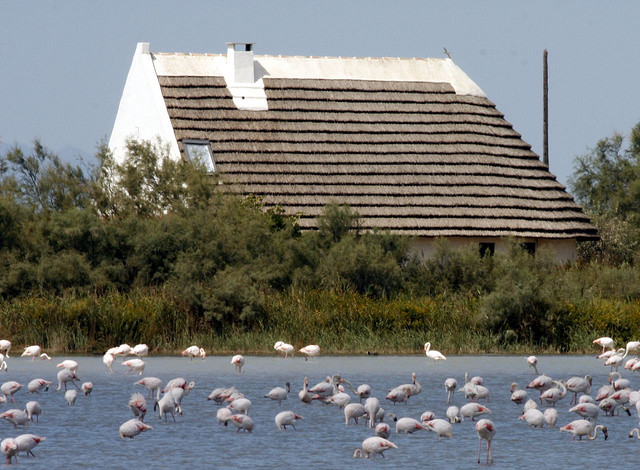
Фламінго
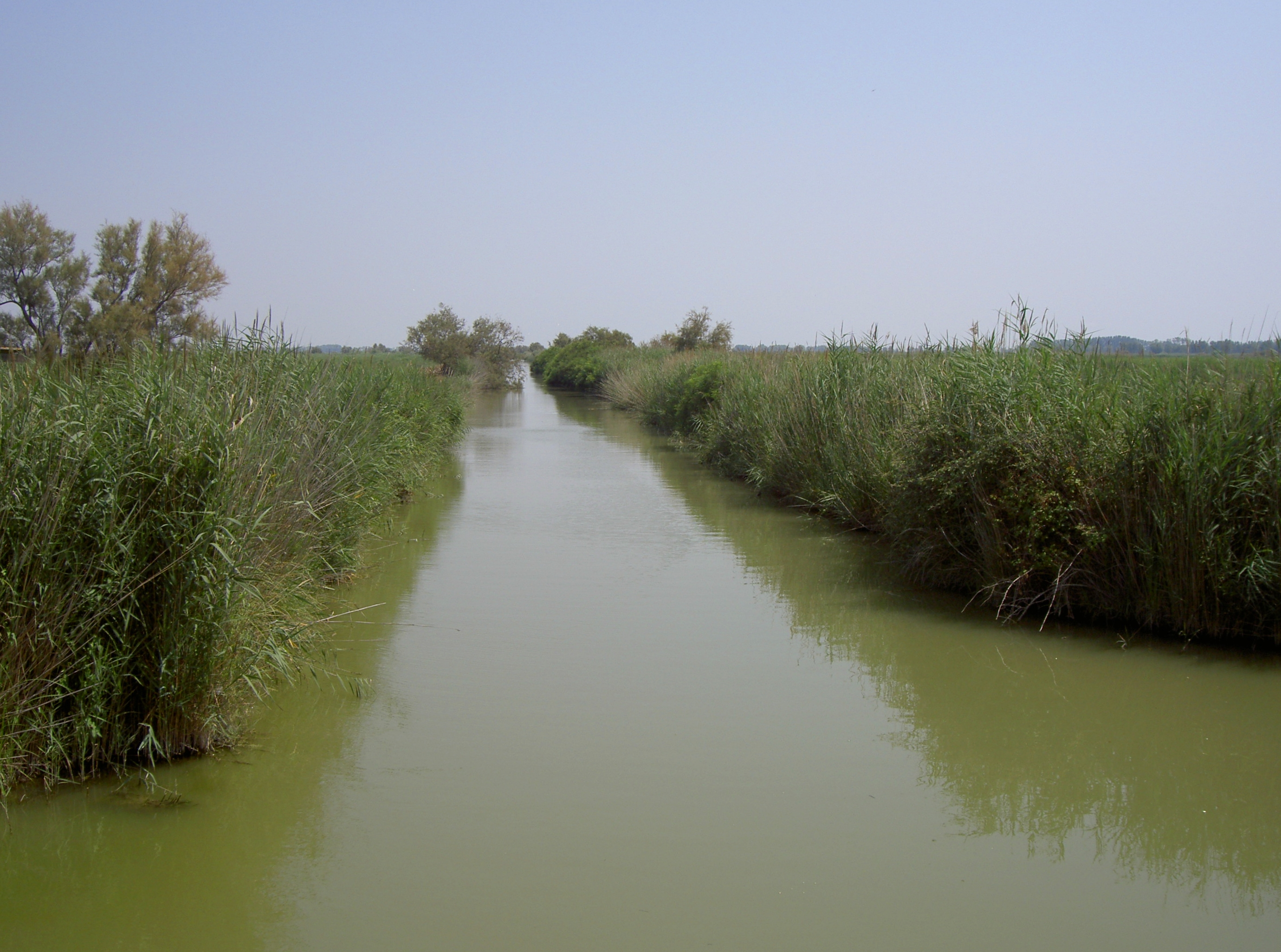
Канал
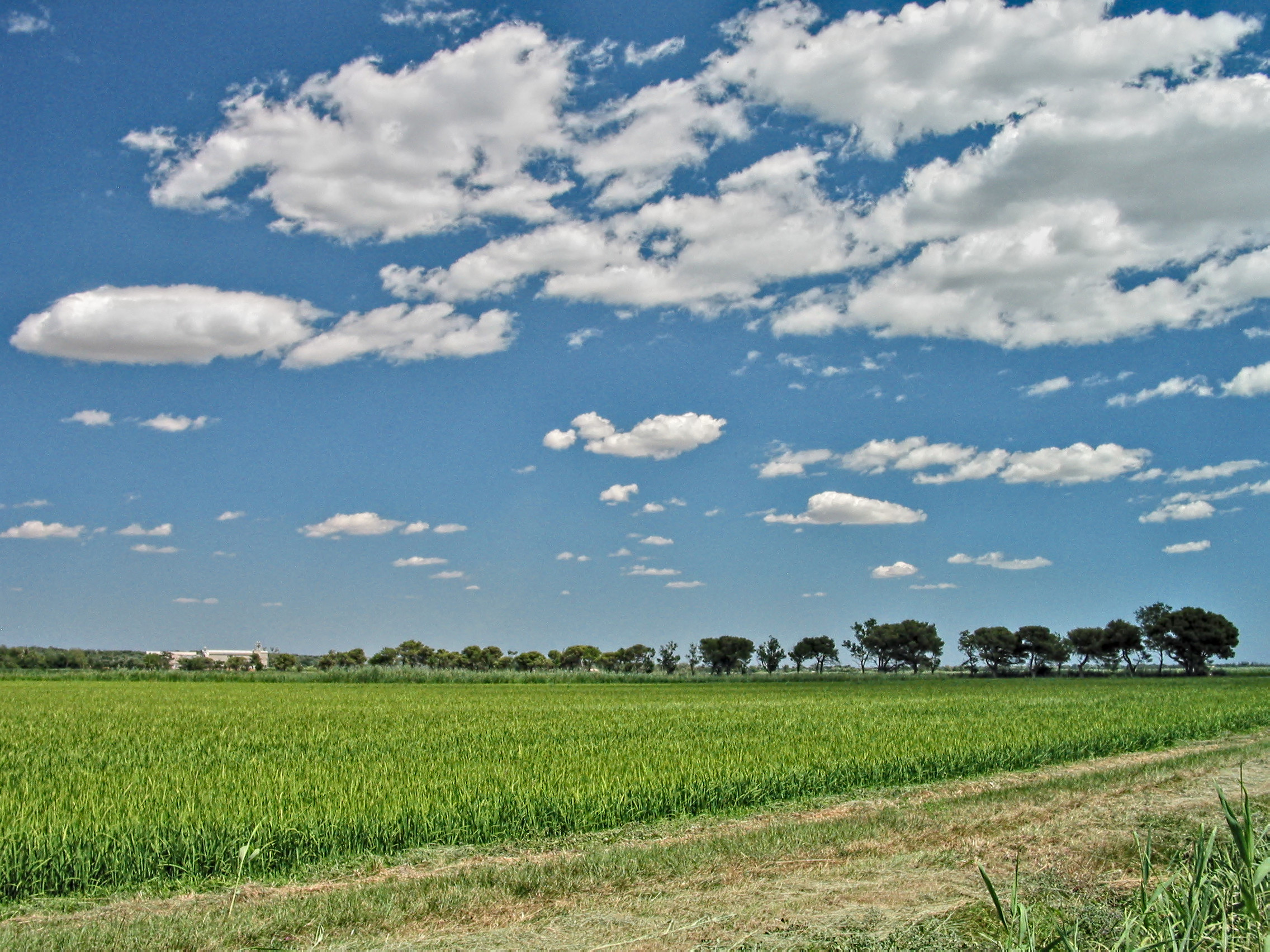
Рисове поле
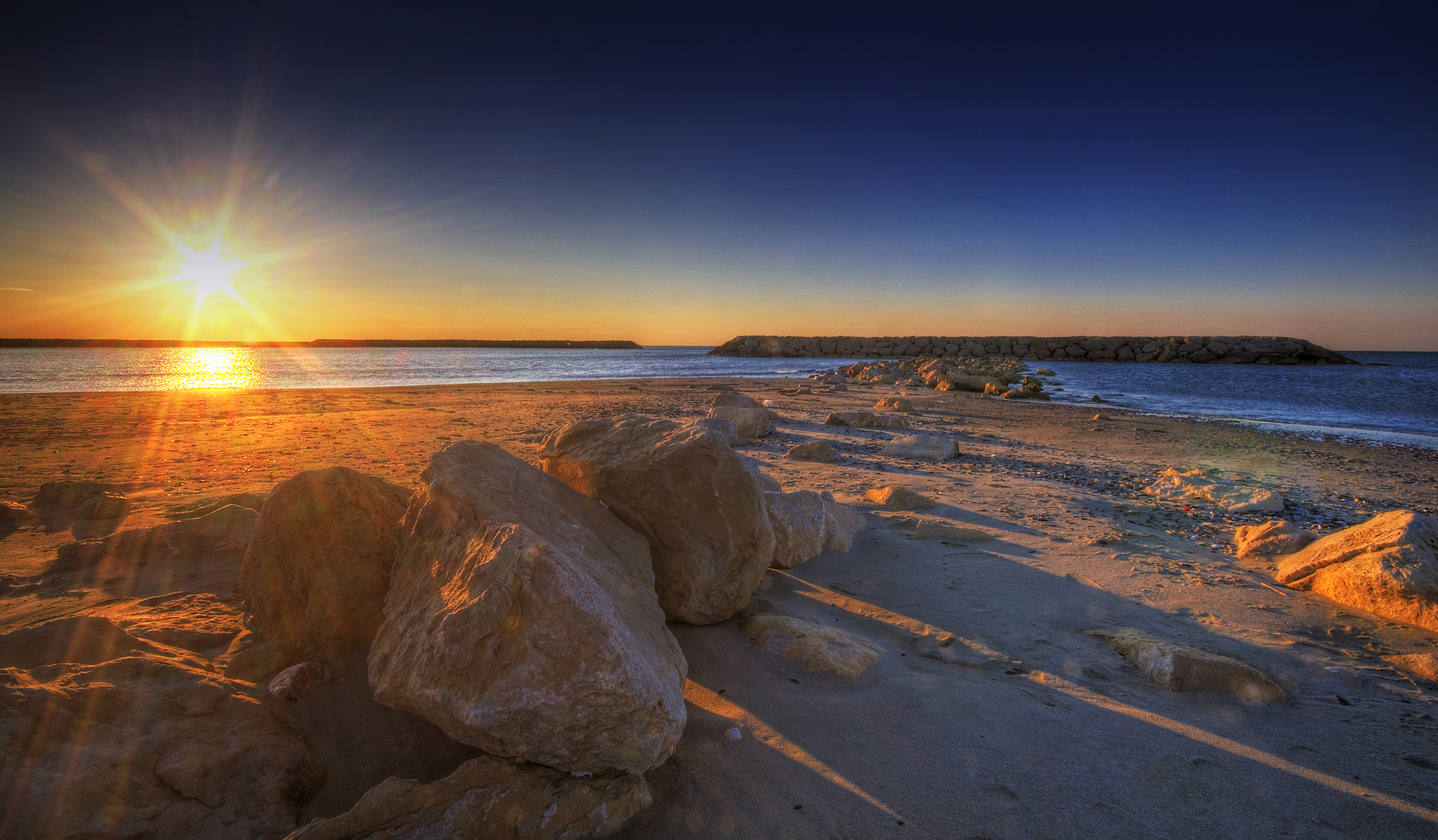
Закат на пляжі
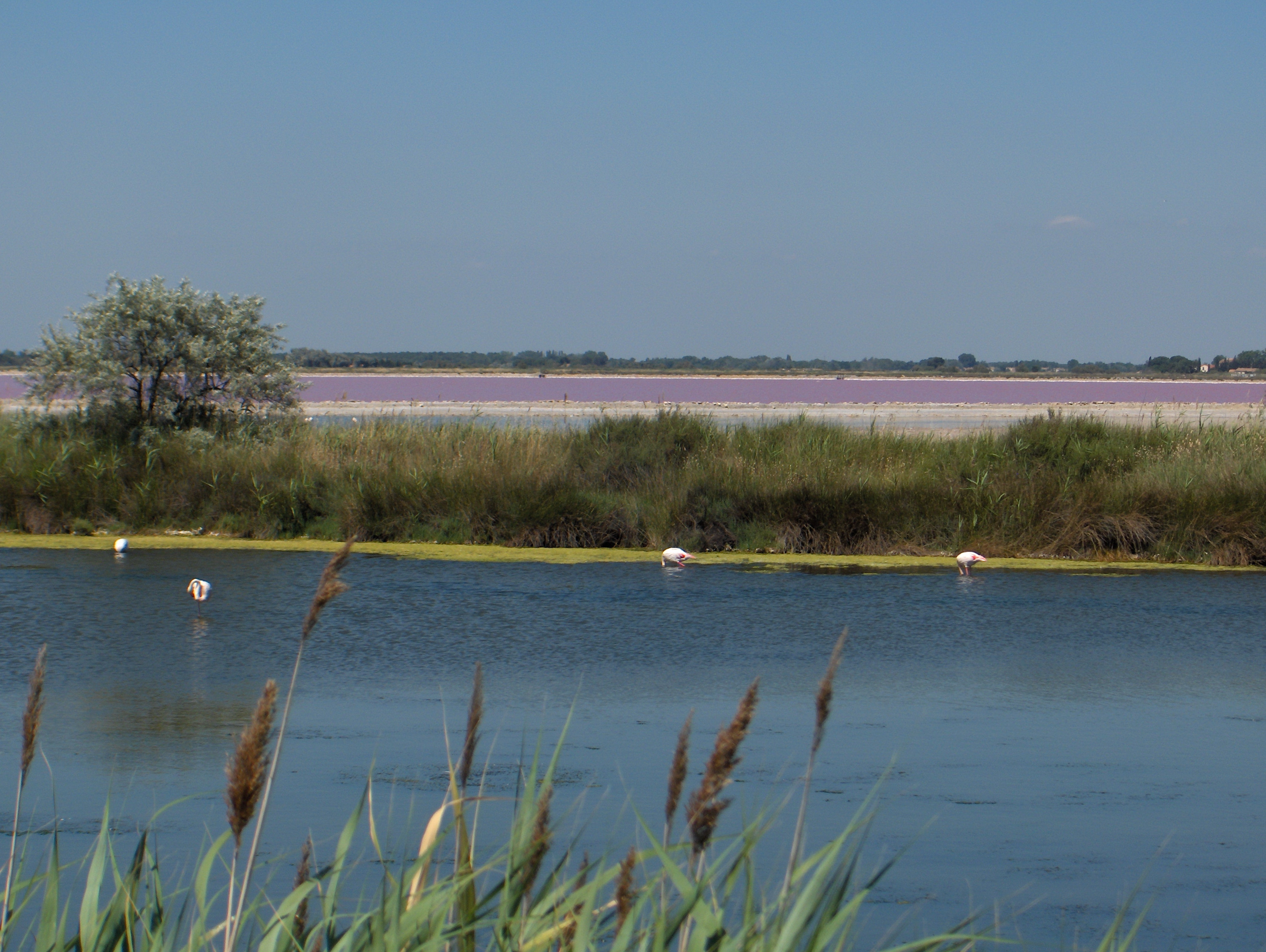
Ставок Репауссет Левант
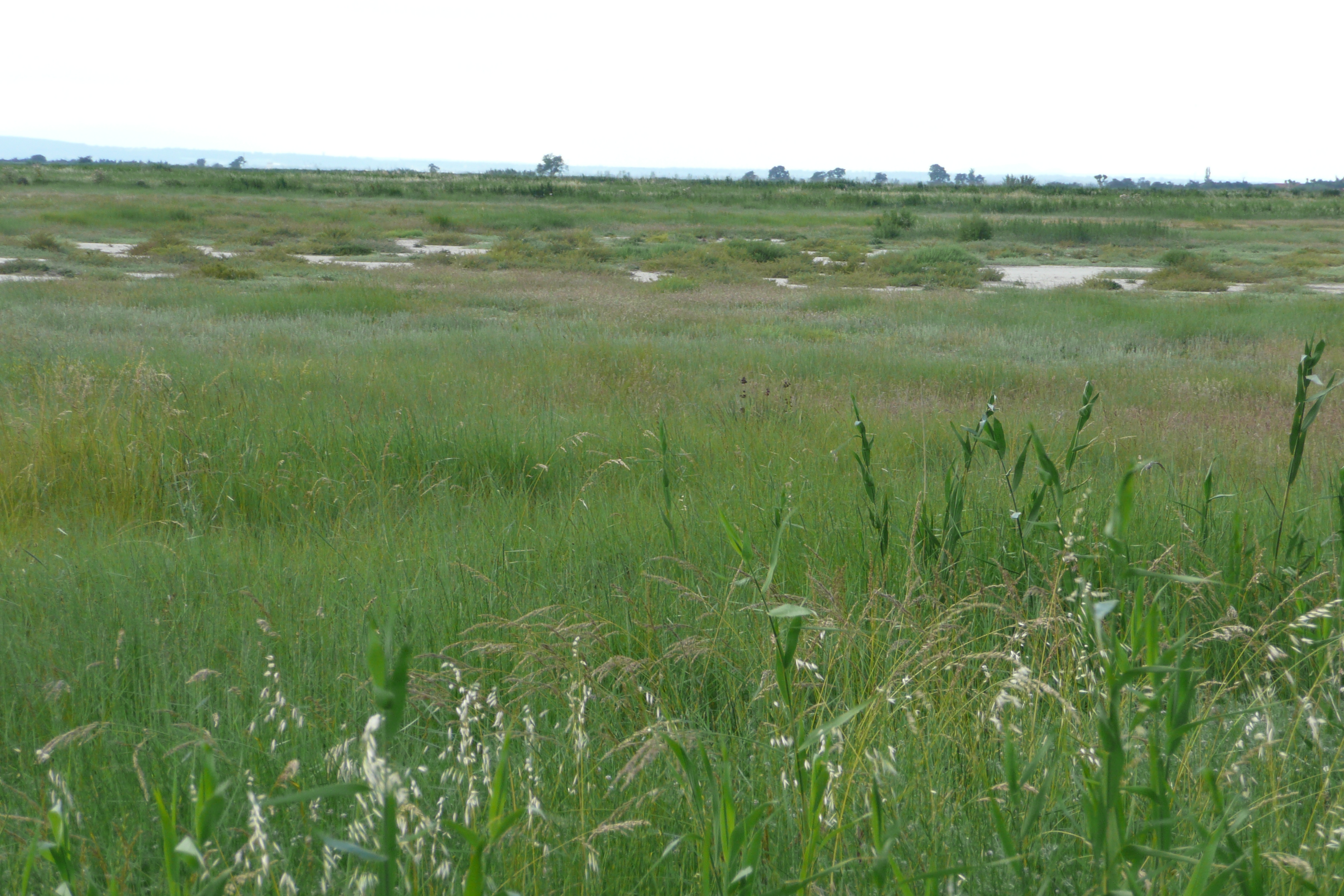
Місцевість біля ставка Ваккарес